# Sitowiec (gromada)
Sitowiec – dawna gromada, czyli najmniejsza jednostka podziału terytorialnego Polskiej Rzeczypospolitej Ludowej w latach 1954–1972.
Gromady, z gromadzkimi radami narodowymi (GRN) jako organami władzy najniższego stopnia na wsi, funkcjonowały od reformy reorganizującej administrację wiejską przeprowadzonej jesienią 1954 do momentu ich zniesienia z dniem 1 stycznia 1973, tym samym wypierając organizację gminną w latach 1954–1972.
Gromadę Sitowiec z siedzibą GRN w Sitowcu utworzono – jako jedną z 8759 gromad na obszarze Polski – w powiecie bydgoskim w woj. bydgoskim, na mocy uchwały nr 24/3 WRN w Bydgoszczy z dnia 5 października 1954. W skład jednostki weszły obszary dotychczasowych gromad Sitowiec, Dziedzinek i Wilcze ze zniesionej gminy Mąkowarsko oraz obszary dotychczasowych gromad Huta i Osiek ze zniesionej gminy Wierzchucin Królewski w tymże powiecie. Dla gromady ustalono 20 członków gromadzkiej rady narodowej.
Gromadę zniesiono 31 grudnia 1959, a jej obszar włączono do gromad Mąkowarsko (wsie Dziedzinek, Wilcze i Sitowiec wraz z miejscowością Kamionka) i Wierzchucin Królewski (wsie Huta i Osiek) w tymże powiecie.